# 北英格蘭
北英格兰，又称英格兰北部，是英格兰最北部的地区。英格兰北部有三个统计区域：东北部、西北部、约克郡和亨伯郡。截至 2011 年人口普查，这些地区的总人口约为 1490 万，面积为37,331 km2（14,414平方英里）在英国 69 个城市中占 17 个。英格兰北部被认为在文化和经济上不同于英格兰南部以及英格兰中部地区。这种区别有时被称为南北鸿沟。
北部边界是英格兰-苏格兰边界，柴郡县位于英格兰-威尔士边界以西，但对该地区南部与中部地区边界的位置存在不同的解释，有些人认为它位于河流沿岸特伦特和撒克逊人最北边的占领区。
工业革命的许多创新始于英格兰北部，其城市是伴随这场社会剧变的许多政治变革的熔炉，从工会主义到曼彻斯特资本主义。 19世纪末20世纪初，北方经济以纺织、造船、炼钢、采矿等重工业为主。20 世纪下半叶的工业衰退损害了北英格兰，使该地区比南英格兰更加贫困。
尽管英格兰北部部分地区由于城市重建项目和向服务经济的转型，经济增长强劲，但在的经济和文化上，英格兰的南部和北部仍然存在明显的南北差异。几个世纪以来，移民、入侵和劳动塑造了英格兰北部的文化。该地区保留了独特的方言、音乐和美食。

## 定义
在管辖和统计的层面，北英格兰被定义为英格兰的三个统计区域——英格兰东北部、英格兰西北部和约克郡以及亨伯。 该区域包括一些名誉郡，如柴郡，坎布里亚郡，达勒姆郡，东约克郡，大曼彻斯特，兰开夏郡，默西塞德郡，诺森伯兰郡，北约克郡，南约克郡，泰恩-威尔和西约克郡，加上北林肯郡和东北林肯郡的单位管辖区。

沿历史县界定义的北英格兰

其他对北英格兰的界定使用历史县界，在这种情况下，北部通常被认为包括坎伯兰、诺森伯兰、威斯特摩兰、达勒姆郡、兰开夏郡和约克郡，通常还有柴郡作为补充。 边界的划分有时不参考人文边界，而是利用默西河和特伦特河等地理特征。 马恩岛有时也被纳入“北部”的定义中（例如，英国方言调查、英国旅游局和BBC 西北），尽管它在政治和文化上与英格兰并不相像。 
一些地区具有英格兰北部特色，例如德比郡、林肯郡、诺丁汉郡和斯塔福德郡的一些地区，包括北方城市的卫星城市也是如此。 德比郡高峰区的城镇被纳入大曼彻斯特建成区，因为那里的村庄，例如 Tintwistle、Crowden 和 Woodhead，在 1974 年地方政府边界修订之前原属于柴郡， 由于这些村庄靠近曼彻斯特市, 在此前该区被认为是大曼彻斯特法定城市地区的 一部分。近来，切斯特菲尔德、德比郡东北部、博尔索弗和德比郡山谷地区与南约克郡的各区一起组成了谢菲尔德城市区，同时还有诺丁汉郡的巴塞特劳地区，不过就所有其他目的而言，这些地区仍在管辖它们的东米德兰兹郡范围内。地理学家丹尼·多林（Danny Dorling）将西米德兰的大部分地区和东米德兰的部分地区划分在英格兰北部的范围内，他提出，“中部地区的概念存在分歧，这使得北英格兰的范围更加难以界定”。 更严格的英格兰北部定义通常基于历史上诺森比亚的范围，依照这一划分方式，英格兰北部区域不包括柴郡和林肯郡。  
人们对英格兰北部的定义因人而异，这个话题有时会引起激烈的争论。当被要求在南北之间划一条分界线时，英格兰南部人往往比北部人划分得更往南。 从英格兰南部人的角度来看，他们有时会开玩笑地将北英格兰定义为北安普顿和莱斯特之间的沃特福德峡湾 ——这个范围覆盖了中部的大部分地区。  包括克鲁、 特伦特河畔斯托克、 和谢菲尔德在内的许多城镇都被称为“通往北方的门户”。 对于英格兰最北端的一些人来说，北方始于北约克郡的蒂斯河附近——约克郡诗人西蒙·阿米蒂奇主张英格兰北部应涵盖瑟斯克、诺萨勒顿或里士满——不包括曼彻斯特和利兹等城市，也不包括约克郡的大部分地区。  英格兰北部不是一个同质化的单位， 有些人完全拒绝将北英格兰视作一个存在的连贯的实体，他们认为该地区内部的文化差异远大于它们之间的共性。  

## 地理

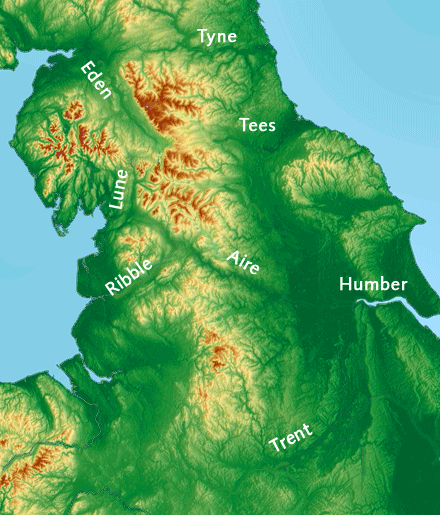
英格兰北部地势图，显示奔宁山脉和河谷。

贯穿英格兰北部的奔宁山脉这条高地链有时被称为“英格兰的脊梁”，它从泰恩峡谷一直延伸到峰区。北部的其他高地包括拥有英格兰最高山脉的湖区，毗邻苏格兰边境的切维厄特山以及靠近北海海岸线的北约克沼泽。 更新世时期的冰盖在很大程度上塑造了北部的地理环境，这些冰盖往往向南延伸至中部地区。冰川在中部高地雕刻出深邃而崎岖的山谷，当它们融化时，在柴郡和索尔威平原等低地地区沉积了大量的河流冰川物质。  在奔宁山脉东侧，前冰湖形成了Humberhead Levels：大面积的矿质泥炭沼泽排入亨伯河，提供了非常肥沃和高产的农田。 

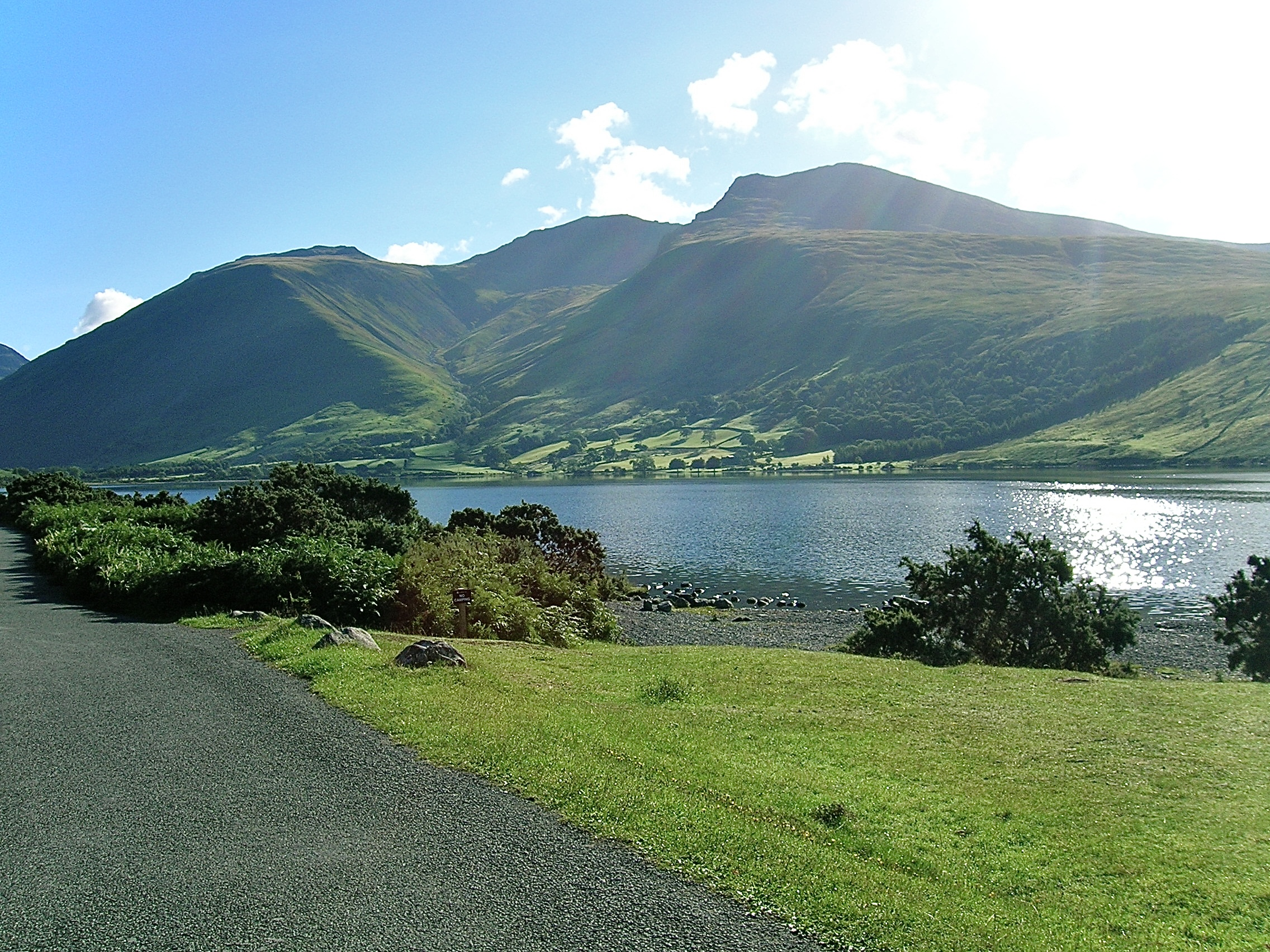
斯卡菲尔派克，英格兰最高峰，位于其最深的湖泊瓦斯沃特旁边

大部分山地高地仍未开发，在英格兰的十个国家公园中有五个部分或全部位于北部——峰区、湖区、北约克荒原、约克郡山谷和诺森伯兰国家公园。   湖区包括英格兰最高峰斯科費爾峰 ，它高达978米（3209英尺） ，其最大的湖是温德米尔，最深的湖是瓦斯特沃特。 英格兰北部是欧洲森林覆盖率最低的地区之一，为解决这一问题，政府计划在该地区的新北部森林中种植超过 5000 万棵树。 

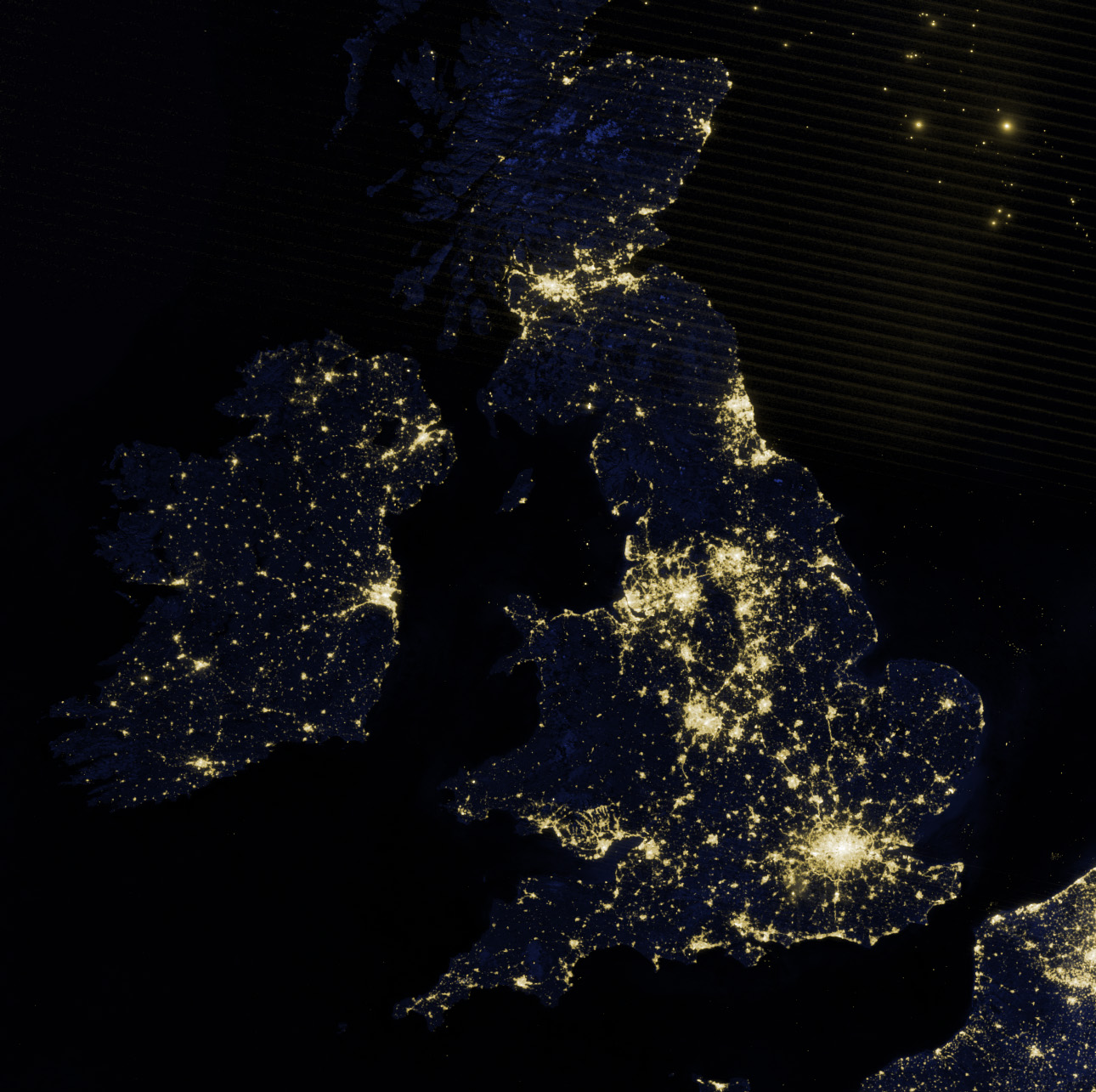
在夜间图像中可以清楚地看到奔宁山脉南部和东北海岸的城市扩张。

沿海岸和河流出现了广阔的城市地区，它们在某些地方几乎是互相毗连的。贸易和工业的需求产生了从威勒尔半岛到唐卡斯特的几乎连续的城市化进程，包括利物浦、曼彻斯特、利兹和谢菲尔德等城市，至少有 760 万人口。 对于欧洲如此大的城市带来说，这些城市都是最近才出现的；在工业革命之前，他们中的大多数最初都是分散的村庄，没有共同的身份。 在东海岸，贸易推动了主要港口的发展，例如赫尔河畔金斯敦和泰恩河畔纽卡斯尔  ，提赛德、泰恩赛德和威尔赛德的河畔大都市成为东北部最大的城镇。 英格兰北部现已高度城市化： The Northern Way在 2006 年的分析发现，北部 90% 的人口居住在以下城市区域：利物浦、兰开夏郡中部、曼彻斯特、谢菲尔德、利兹、赫尔和亨伯港口、蒂斯谷和泰恩威尔郡。 截至 2011 年人口普查，86% 的北方人口居住在国家统计局定义的城市地区，而整个英格兰的这一比例为 82%。 

### 自然资源
泥炭分布在奔宁山脉和苏格兰边界的丰富的厚层中，还有许多大型煤田，包括大北方煤田、兰开夏煤田和南约克郡煤田。 磨石砂砾是一种用于制造磨石的独特粗粒岩石，广泛分布于奔宁山脉 ，其他岩石类型的多样性反映在该地区的建筑中，例如在切斯特的建筑物中看到的鲜红色砂岩、奶油色的约克石和独特的紫色多丁顿砂岩。 这些砂岩也意味着除了东海岸，英格兰北部大部分地区的水都非常软，这不仅影响了工业，甚至影响了该地区享用的茶叶混合物。  
在坎布里亚和东北部发现了丰富的铁矿床，在奔宁山脉的北部也盛产萤石和重晶石。 柴郡的盐矿开采历史悠久，英国剩余的两个岩盐矿都位于北部：柴郡的温斯福德矿和北约克郡的布尔比矿，也生产了英国一半的钾盐。 

### 气候

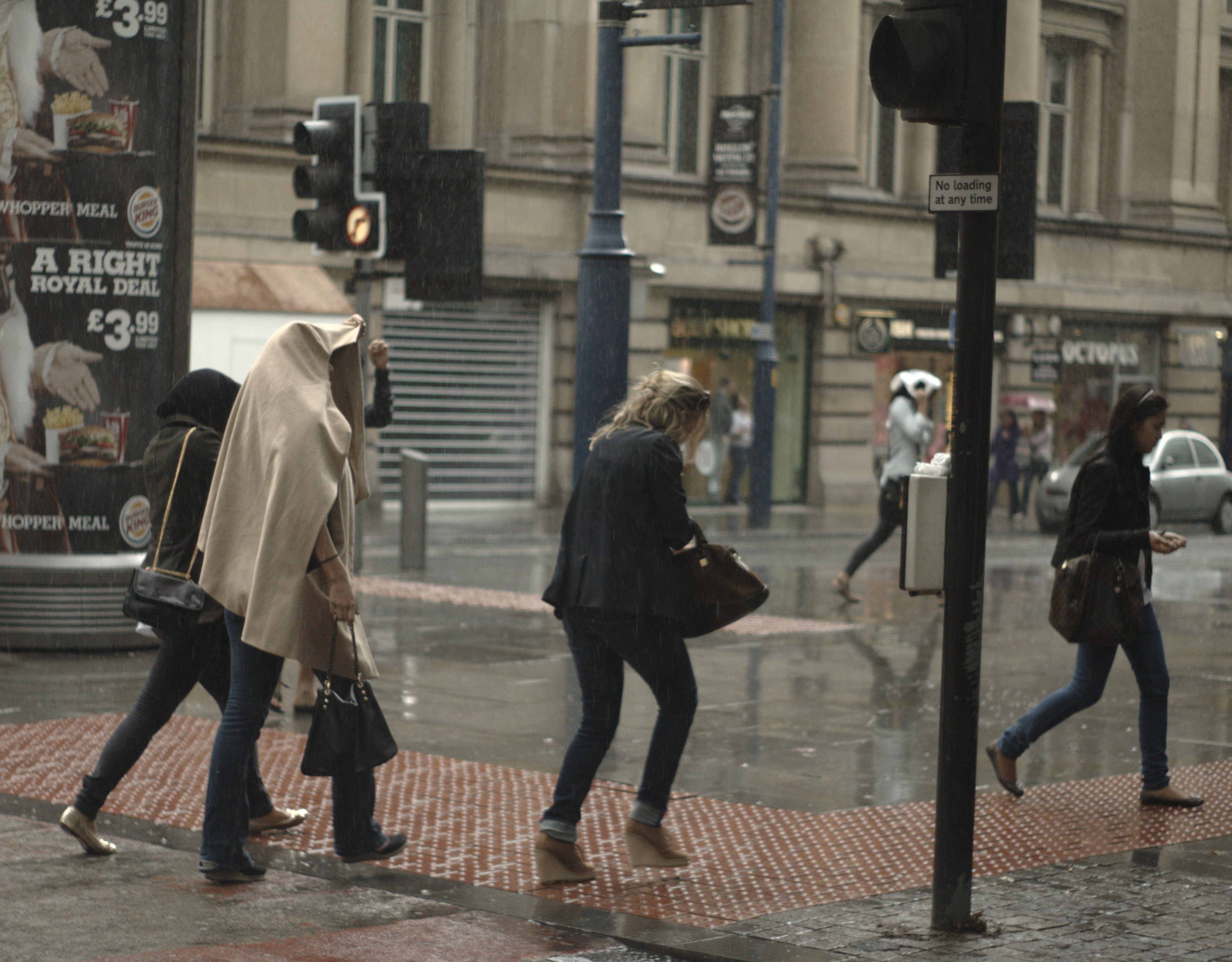
曼彻斯特虽然以多雨城市着称，但远非北方最潮湿的城市。

英格兰北部属于凉爽、湿润的海洋气候。在高地有小面积的亚极地海洋气候。 从整个地区的平均情况来看， 英格兰北部比整个英格兰更加凉爽、潮湿且多云，并且包含英格兰最冷的地方 ( Cross Fell ) 和最多雨的地方 ( Seathwaite Fell )。它的温度范围和日照时间与英国平均水平相似，降雨量远低于苏格兰或威尔士。高地地区和邻近海域的存在导致这些平均数并不能反映该地区内部气候的巨大差异。  
横跨不列颠群岛的盛行风是从大西洋带来水分的西风。这意味着该地区的西海岸经常遭受强风和强降雨，而东海岸则位于奔宁山脉后面的雨影中。因此，提赛德和诺森布里亚海岸是北部最干旱的地区，约有600 毫米（24 英寸）的降雨量，而湖区部分地区的降雨量超过3,200 毫米（130 英寸） 。英格兰北部较为靠南边的低地地区，如柴郡和南约克郡是最温暖的，7 月的平均最高气温超过21 °C（70 °F） ，而奔宁山脉和湖区的最高点仅达到17 °C（63 °F） 。该地区以云雾闻名——特别是在其东海岸，那里有一种独特的海雾被称为fret——尽管《清洁空气法》和重工业的衰落导致近年来城市地区的日照时长有所增加。 
| 北英格兰地区气候, 1981–2010 | 北英格兰地区气候, 1981–2010 | 北英格兰地区气候, 1981–2010 | 北英格兰地区气候, 1981–2010 | 北英格兰地区气候, 1981–2010 | 北英格兰地区气候, 1981–2010 | 北英格兰地区气候, 1981–2010 | 北英格兰地区气候, 1981–2010 | 北英格兰地区气候, 1981–2010 | 北英格兰地区气候, 1981–2010 | 北英格兰地区气候, 1981–2010 | 北英格兰地区气候, 1981–2010 | 北英格兰地区气候, 1981–2010 | 北英格兰地区气候, 1981–2010 |
| 月份                        | 1月                         | 2月                         | 3月                         | 4月                         | 5月                         | 6月                         | 7月                         | 8月                         | 9月                         | 10月                        | 11月                        | 12月                        | 全年                        |
| --------------------------- | --------------------------- | --------------------------- | --------------------------- | --------------------------- | --------------------------- | --------------------------- | --------------------------- | --------------------------- | --------------------------- | --------------------------- | --------------------------- | --------------------------- | --------------------------- |
| 平均高温 °C（°F）           | 6.4 (43.5)                  | 6.6 (43.9)                  | 8.8 (47.8)                  | 11.4 (52.5)                 | 14.7 (58.5)                 | 17.3 (63.1)                 | 19.4 (66.9)                 | 19.1 (66.4)                 | 16.5 (61.7)                 | 12.8 (55.0)                 | 9.1 (48.4)                  | 6.7 (44.1)                  | 12.4 (54.3)                 |
| 平均低温 °C（°F）           | 0.7 (33.3)                  | 0.6 (33.1)                  | 2.1 (35.8)                  | 3.4 (38.1)                  | 6.0 (42.8)                  | 8.9 (48.0)                  | 11.0 (51.8)                 | 10.9 (51.6)                 | 8.9 (48.0)                  | 6.2 (43.2)                  | 3.2 (37.8)                  | 0.9 (33.6)                  | 5.3 (41.5)                  |
| 平均降水量 mm（）           | 94.1 (3.70)                 | 69.2 (2.72)                 | 75.2 (2.96)                 | 64.9 (2.56)                 | 61.0 (2.40)                 | 71.9 (2.83)                 | 72.3 (2.85)                 | 82.4 (3.24)                 | 80.8 (3.18)                 | 100.6 (3.96)                | 98.1 (3.86)                 | 99.2 (3.91)                 | 969.8 (38.18)               |
| 平均降水天数（≥ 1 mm）      | 14.2                        | 11.1                        | 12.5                        | 10.9                        | 10.5                        | 10.7                        | 10.7                        | 11.5                        | 10.9                        | 13.6                        | 14.3                        | 13.7                        | 144.5                       |
| 月均日照時數                | 49.4                        | 70.5                        | 101.9                       | 142.4                       | 182.8                       | 166.7                       | 175.6                       | 164.0                       | 126.7                       | 94.0                        | 58.7                        | 43.5                        | 1,376.2                     |
| 来源：Met Office            |                             |                             |                             |                             |                             |                             |                             |                             |                             |                             |                             |                             |                             |

## 语言和方言

### 英语

#### 方言

整个英格兰的单词sun的元音。英格兰北部的所有地区以及中部地区的一部分都包含在/ʊ/ 同音线 中。

如今在英格兰北部使用的英语是由该地区的历史形成的，一些方言保留了从古诺尔斯语和当地凯尔特语中继承的特征。 北部使用的方言包括坎布里亚语（坎布里亚郡）、乔迪语（泰恩赛德）、兰开夏郡（Lancashire）、曼彻斯特语（曼彻斯特）、诺森伯兰语（诺森伯兰和达勒姆）、皮特马特语（诺森伯兰/达勒姆郡的前采矿社区）、斯科斯（利物浦）和泰克（约克郡）。语言学家试图定义一个北方方言区域，对应于一条线以北的区域，对应于从亨伯河口开始，沿着沃夫河向上延伸到兰开夏郡北部的卢恩河的一条线以北的地区。 该区域大致对应于所述sprachraum所述的古英语诺森伯兰方言，尽管过去界定这一地区的语言要素，如使用 doon 而不是 down，以及在以 ong 结尾的单词中用 ang 音代替（lang而不是 long），现在只在该地区的更北部地区流行了。随着语音的变化，人们对 "北方 "口音或方言的定义几乎没有共识。 
苏格兰北部的英语口音没有发生过TRAP – BATH音变，区分北方与南方口音的一个常见shibboleth是英格兰北部的人在说诸如 Bath和Castle等词时发音是短 a（近开放的前不圆唇元音）。 而在英格兰与苏格兰之间的边界，大多数英格兰北部英语口音很容易与苏格兰口音区分开来，因为苏格兰口音与英格兰口音对字母r的发音存在差异，不过仍然存在一些r的发音和苏格兰口音相似的英格兰北部口音，比如兰开夏口音。 许多北英格兰英语口音的其他共同特征是没有FOOT– STRUT音变（因此put和putt在这些苏格兰北部的口音中是同音词），将定冠词the简化为声门塞音（通常以书面形式表示为t '，偶尔也写作th ' ，尽管它通常并不会发音成 /t/ ）或将其完全省略，以及导致t在诸如 get up [ɡɛɹ ʊp]等短语中依照rhotic辅音的规则来发音。 
代词thou和thee在一些英格兰北部英语方言中仍然存在，尽管这些方言在农村以外的地区正在逐渐消失，许多方言都有一个非正式的第二人称复数代词：要么是ye（在东北地区常见）或 yous(在有爱尔兰历史社区的地区很常见）。 许多方言将 "me "作为所有格来使用（"me car"：“我的车”），有些方言也将 "us"作为所有格使用（“us cars”："我们的车"）或使用另一种代词 wor("wor cars")。所有格也被用来指称谈话中出现的亲属的名字（例如，一个叫 Joan 的亲属在谈话中会被称为“our Joan”,意思是"我们的 Joan"）。。 
独特的城市口音随着城市化进程的发展而产生，这些口音通常与周边农村地区的历史口音大相径庭，有时与南方英语口音有共同之处。 北部英语方言仍然是该地区文化的重要组成部分，说话者维护其本地身份的愿望导致 Scouse 和 Geordie 等口音变得更加独特并传播到周边地区。 

#### 文学

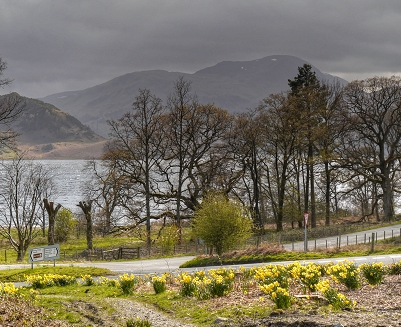
湖区的水仙花长存于诗人华兹华斯的《我孤单如云》中永垂不朽。

北英格兰的地理差异体现在了其文学作品中。一方面来讲，几代浪漫主义作家在荒野和湖泊中获得了创作灵感，威廉·华兹华斯的诗歌集和勃朗特姐妹的小说可能是受其影响最深的文学作品。《铁路儿童》 （1906 年）、 《秘密花园》 （1911 年）和《燕子与亚马逊人》 （1930 年）等经典儿童文学作品将这些基本未受人为影响的风景描绘成一个充满冒险与变革的世界，在这里，主人公可以挣脱社会的束缚。 现当代诗人，如桂冠诗人泰德·休斯和西蒙·阿米蒂奇同样在北方乡镇获得了灵感，使用北方英语方言的发音和韵律，创作了许多作品。  
另一方面，同时期北方工业化和城市化进程，催生了许多社会现实主义杰作。伊丽莎白·加斯凯尔是第一位北方女现实主义作家。这个家族包括后来的温妮弗雷德·霍尔特比、凯瑟琳·库克森、贝里尔·班布里奇和珍妮特·温特森。 战后文学中的许多愤怒青年都是北方人。顶上的房间（1959）、骗子比利（Billy Liar） （1959）、《体育生活》 （1960）和小孩与鹰（A Kestrel for a Knave） (1968)。  等小说中都有描述在去工业化浪潮中工人阶级的生活。

### 其他语言
尽管诺森伯兰语言协会发起各种运动，致力于将诺森伯兰方言认证为一门单独的语言，但北英格兰没有被认可的冷门语言。 在一些农村地区，牧羊人使用的传统 记羊算术（Yan Tan Tethera）计数系统中，保留着大量该地区现已灭绝的布立吞亚支（ 凯尔特语下属的分支）的痕迹。 
英语和外来移民语言的接触融合产生了新的口音和方言。例如，在曼彻斯特的波兰人说的英语既不同于典型的波兰口音的英语，也不同于曼彻斯特人。 在地方层面上，移民社区的多样性意味着一些在整个国家极为稀有的语言在北部城镇拥有据点：例如，布拉德福德说普什图语的比例最大，而曼彻斯特的粤语使用者最多. 

## 历史

### 北英格兰史前时期

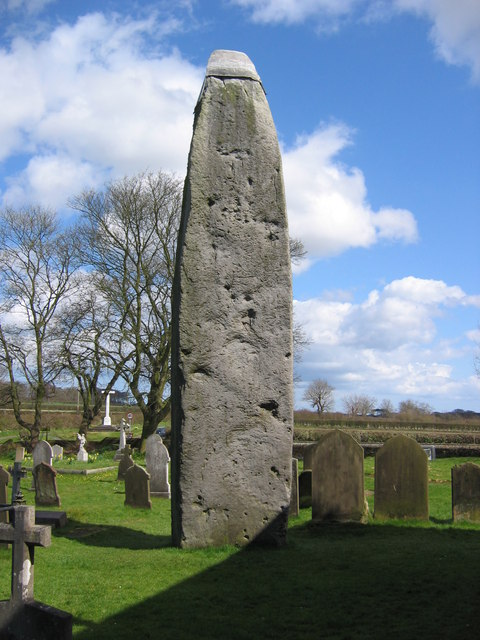
拉兹顿巨石是新石器时代晚期或青铜时代早期的遗址，是英国最高的巨石。

在冰河时代，北英格兰被冰层覆盖，几乎没有留下人类居住的痕迹——要么是因为气候使该地区不适合居住，要么是因为冰川摧毁了大部分人类活动的证据。 欧洲最北端的洞穴艺术位于德比郡北部的克雷斯韦尔峭壁，靠近现代的谢菲尔德，留存着 5万 至 6 万年前尼安德特人居住的迹象，以及大约1万2年前克雷斯韦尔文化遗留的痕迹。 坎布里亚郡下阿里斯韦特的柯克韦尔洞穴留下了旧石器时代费德梅塞尔文化的迹象，在 1万3千4百 至 1万2千8百 年前有人居住。 
重要的定居点大约始于中石器时代，北约克郡的斯塔卡（Star Carr）通常被认为是这个时代最重要的纪念碑。   斯塔卡尔遗址包括英国已知最古老的房子，大约公元前9000年，以及最早的木工证据——公元前1万1千年雕刻的树干。  
亨伯河口周围的林肯郡和约克郡沃尔德在青铜时代定居和耕种，1937 年在赫尔附近发现了当时保存最完好的渡轮船在峰区的山区，丘堡是青铜时代的主要聚居地，当地人很可能是放牧的牧民。 

### 铁器时代和罗马人

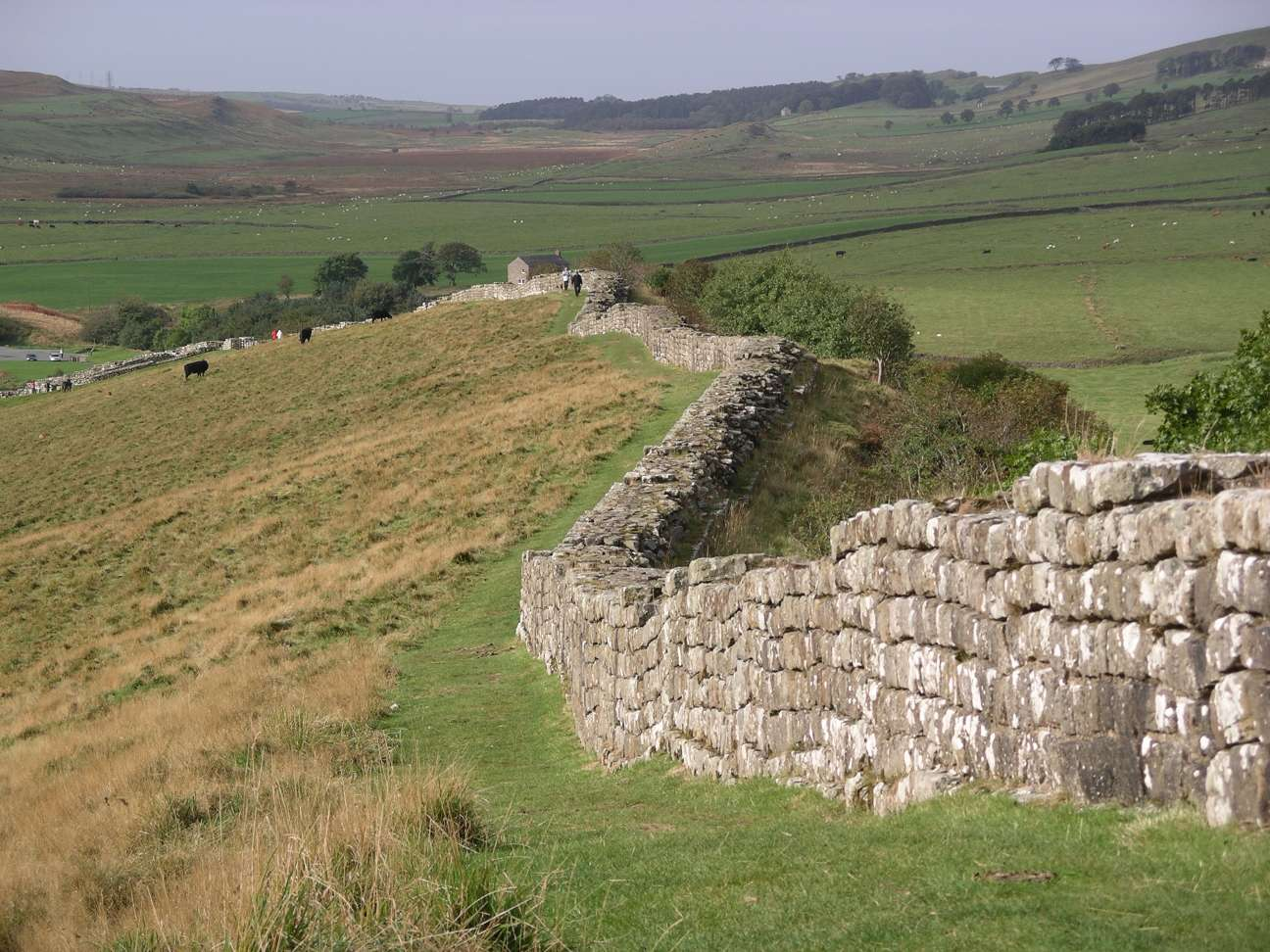
哈德良长城是英格兰北部最著名的罗马遗迹之一，现已成为世界遗产。

罗马史将占据北英格兰大部分地区的凯尔特部落命名为布里甘特人 ，大致意为“高地人”。 布里甘特人 是一个统一的团体，还是奔宁山脉周围较松散的部落联盟尚无定论，但该名称似乎已被该地区的居民采用，罗马人将其称为布里甘特 。 古代历史中提到的其他部落，可能是布里甘特人或独立国家的一部分，包括现代坎布里亚的卡维蒂人和东约克郡的帕里西人。 
布里甘特人在罗马征服不列颠时期与罗马帝国结盟 : 塔西佗记录他们在 51 年将抵抗领袖卡拉塔克斯（Caratacus）交给了帝国。  布里甘特人内部的权力斗争使罗马人警惕起来，公元一世纪70年代，在Quintus Petillius Cerialis统治下的一场战争中把他们征服。 罗马人在北部创建了“不列颠尼亚”（下不列颠）由埃博拉库姆市（现代约克）统治。  Eboracum 和Deva Victrix （现代切斯特）是该地区主要的罗马军团基地，其他较小的堡垒包括Mamucium （曼彻斯特）和Cataractonium （卡特里克）。   不列颠尼亚向北一直延伸至罗马帝国边界最北端的哈德良长城。 尽管罗马人入侵了现在的诺森伯兰郡和它之外的部分苏格兰地区，但他们从未成功征服泰恩河以外的不列颠地区。 

### 盎格鲁撒克逊人和维京人

公元878年的英国：
诺森布里亚
其他安格鲁--萨克逊人
丹麦法区
凯尔特人

在罗马对英国的统治结束和盎格鲁人的到来之后，亨奥格莱兹 （“古北方”）分裂为数个对立王国：伯尼西亞、德伊勒、雷格德和埃尔梅特。伯尼西亚覆盖了蒂斯河以北的土地，德伊勒大致对应于现代约克郡的东半部，雷格德对应于坎布里亚郡，而埃尔梅特对应于约克郡的西半部。伯尼西亚和德伊勒在604年左右被伯尼西亚国王埃塞尔弗里思统一为諾森布里亞王國。以林迪斯法恩为中心，诺森布里亚得到爱尔兰僧侣的帮助，随后经历了文化、学术和修道院活动的黄金时代。英格兰西北部保留着凯尔特文化的遗迹，并拥有自己的凯尔特语方言——坎伯蘭語，直到12世纪左右在该语言在坎布里亚郡处于主导地位。
在维京时代，英格兰北部和东部的部分地区受丹麦人控制（ Danelaw ），但旧盎格鲁-撒克逊王国诺森布里亚的北部仍处于盎格鲁-撒克逊人的控制之下。 在维京人统治下，修道院大部分被摧毁，而在北部墓地发现的陪葬品表明北欧式葬礼一度取代了基督教的葬礼。 维京人对某些地区的控制的痕迹，特别是约克郡周围，许多地名的词源中可以探寻：城市名中的带有thorpe，如cleethorpes和Scunthorpe，Kirklees和Ormskirk中的Kirk；Whitby和Grimsby中的by都是挪威词源。 

### 诺曼征服时期和中世纪

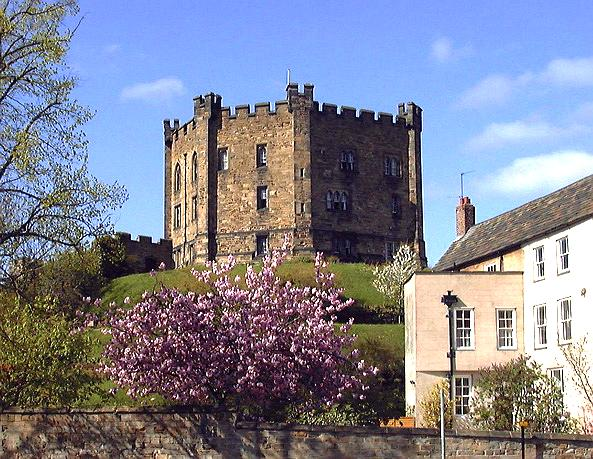
杜伦城堡——占据杜伦城内世界遗产的半壁江山，是北方诺曼势力的象征。

1066 年，盎格鲁-撒克逊人哈罗德·戈德温森在约克附近的斯坦福桥战役中打败了挪威国王哈拉尔德·哈德拉达，终结了维京人对英格兰的统治。不久后，戈德温森很快在黑斯廷斯战役中被诺曼征服者威廉打败，这反过来推翻了盎格鲁-撒克逊秩序。 诺森布里亚和丹麦贵族为了抵制诺曼征服，结束叛乱，威廉下令发动进军北英攻势。 1069-1070 年冬天，约克郡大部分地区以及兰开夏郡北部和杜伦郡的城镇、村庄和农场遭到系统性破坏  ，使该地区被饥荒笼罩，英格兰北部的大部分地区都荒芜了。当时的编年史记载有 10 万人死亡，而现代估计的数字是，在 200 万人口中，死亡总数约为数万人。  1086 年《末日审判书》出版时，英格兰北部的大部分地区仍被记录为荒地， 尽管这可能部分是因为编年史家对庄园农田更感兴趣，很少关注牧区。 

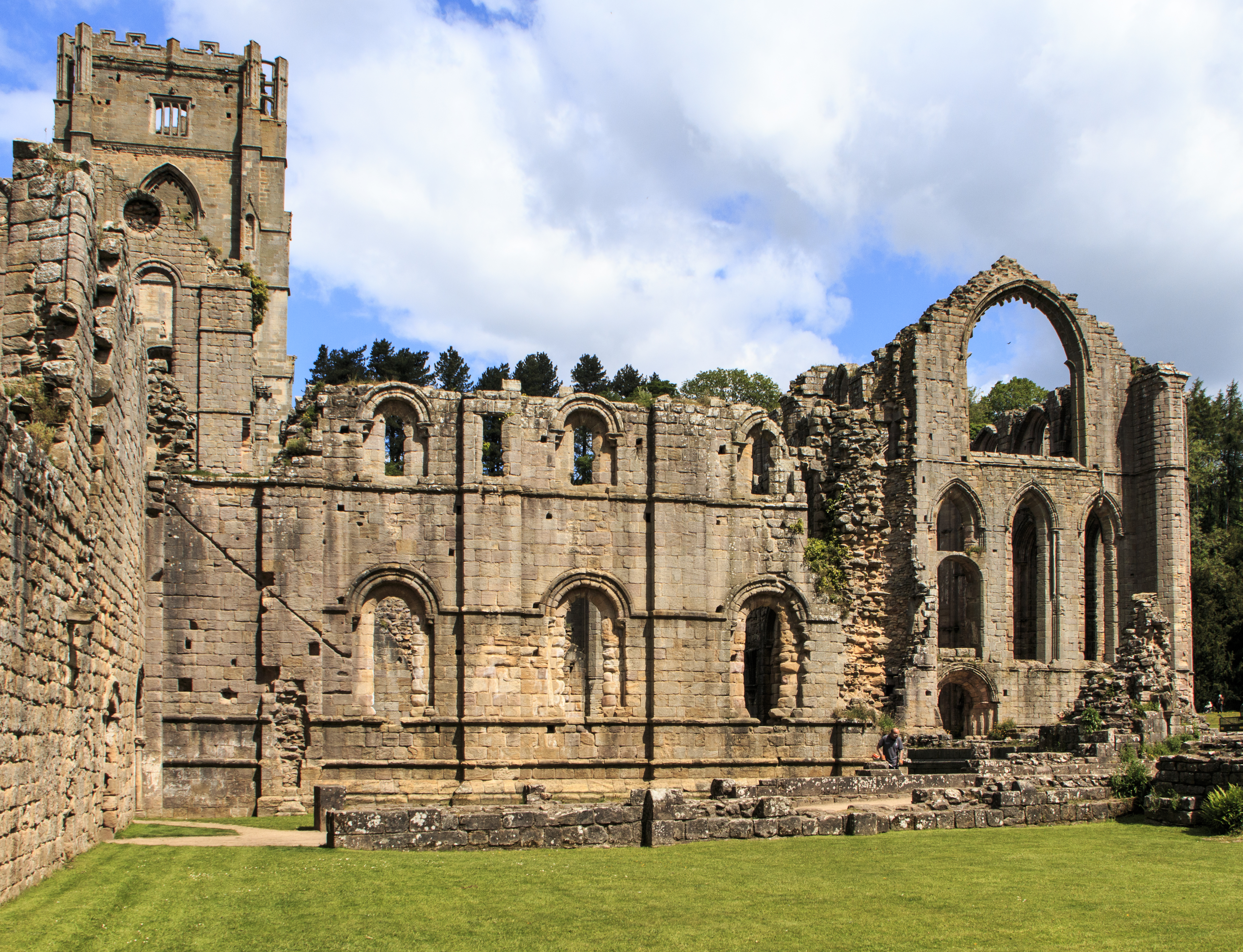
喷泉修道院的废墟，现已是世界遗产

在诺曼征服北方之后，修道院重返此地，传教士寻求“居于安贫”。 熙笃会等修道会在北英格兰的经济中扮演重要角色——北约克郡的熙笃会喷泉修道院成为北修道院的最大、最富有的一个，直到修道院解散。 其他熙笃会修道院位于里沃克斯（Rievaulx）、科克斯多（Kirkstall）和拜兰（Byland） 。 7世纪的惠特比修道院是奥古斯丁、本笃会和博尔顿修道院。征服之后，大量佛兰芒人移民到坎布里亚的荒凉地区，移民活动持续不断，直到13世纪，约克郡东区的贝弗利镇有一个名为弗莱明盖特的民族飞地。 
在无政府状态期间，苏格兰入侵北英格兰，并占领了蒂斯河以北的大部分土地。在随后的 1139 年和平条约中，苏格兰的王子亨利被封为诺森伯兰伯爵，并保留他对了坎伯兰郡、威斯特摩兰郡和诺森布里亚郡，以及一部分兰开夏郡的统治。 1157 年，这些地区重归英格兰控制，在很大程度上建立了现代英格兰和苏格兰的大部分边界。 1322年，罗伯特布鲁斯入侵并袭击了整个北英格兰北部，大突袭期间发生了暴力事件。其他暴力冲突也见于玫瑰战争，包括意义深远的韦克菲尔德战役，尽管现代认为这场介于兰开夏郡和约克郡之间的战争冲突在对不上历史时间——兰开斯特王朝从包括约克郡在内的英格兰北部招募，而约克王朝从南英格兰、威尔士和爱尔兰募兵。 盎格鲁-苏格兰战争也波及该地区。短短 400 年内，特威德河畔贝里克（Berwick-upon-Tweed） ——现代英格兰最北端的城镇，易手十几次。 战争还看到成千上万的苏格兰人在边界以南定居，主要在边境附近的郡和约克郡。 

### 近代早期
在英国宗教改革之后，北方发生了几次天主教起义，包括林肯郡起义、坎伯兰和威斯特摩兰的毕戈德叛乱，以及最重要的以约克郡为中心的求恩巡礼，所有这些活动的矛头直指亨利八世。 他的女儿伊丽莎白一世面临另一场天主教叛乱，即北方崛起。 由于坎布里亚郡、兰开夏郡和约克郡影响力强的天主教家庭拒绝皈依新教，该地区将成为反抗中心。  1484年，理查三世在约克国王庄园通过北方议会行使了对该地区的王权。在接下来的两个世纪里，议会断断续续地地存在——它最终的建制是在求恩巡礼之后创建的，主要是一个维持秩序和伸张正义的机构。 
三国之战期间，北英格兰成为战场焦点。边境各郡在第二次主教战争中被苏格兰入侵，在 1640 年，里彭条约中，查理一世被迫暂时将诺森伯兰郡和杜伦姆郡割让给苏格兰人，并支付让苏格兰驻军费用。 为了筹集足够的资金并批准最终的和平条约，查尔斯不得不召集长期议会，开始导致第一次英国内战的进程。 1641 年，长期议会以个人统治时期的滥用职权为由废除了北方委员会。 到 1642 年战争爆发时，查尔斯国王已将他的宫廷迁往约克，北英格兰成为保皇党军队的主要基地，直到他们在马斯顿摩尔战役中被击溃。 

### 工业革命

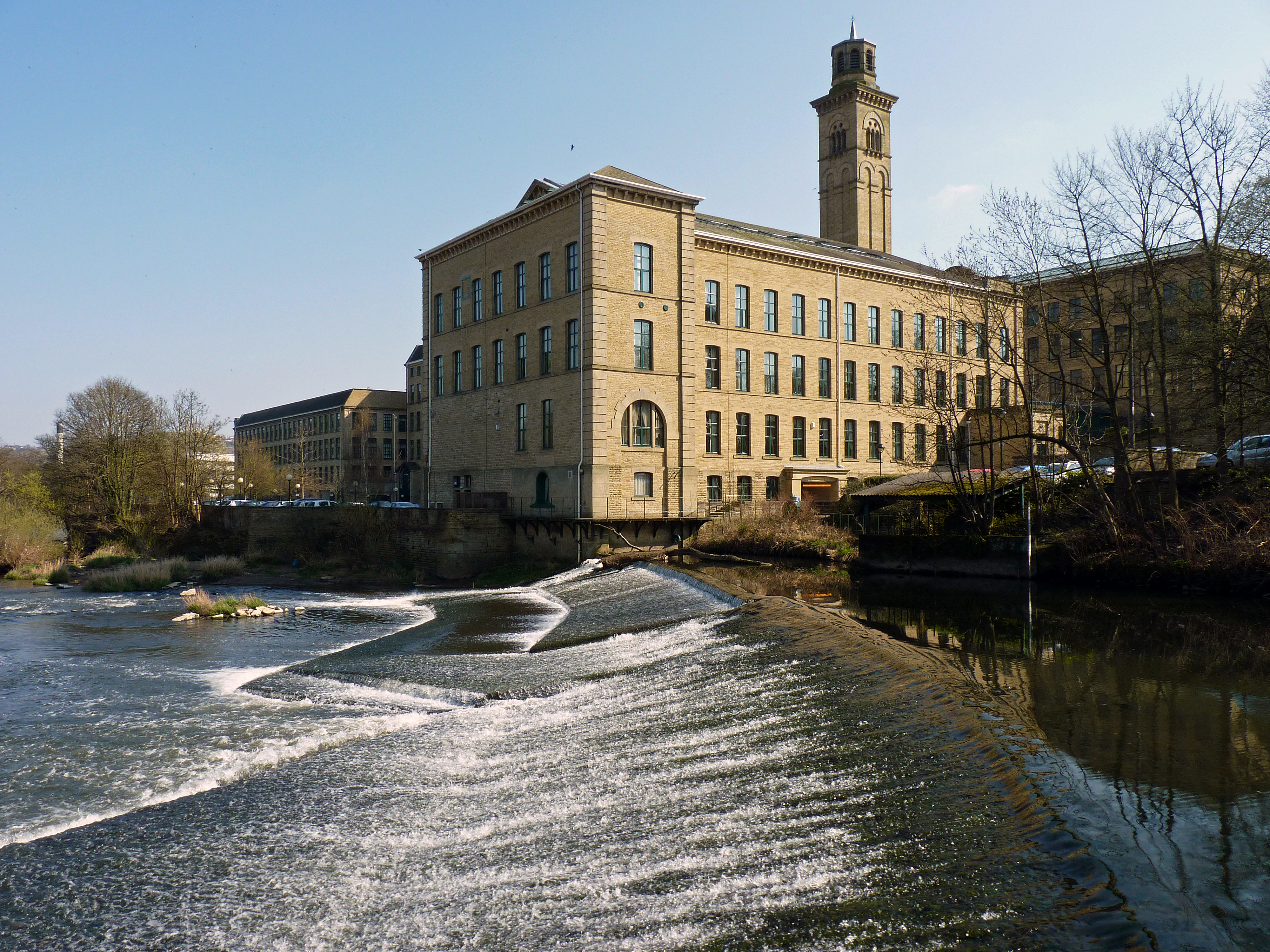
位于西约克郡索尔泰尔的盐厂，北部两个工业世界遗产地之一

工业革命初期，英格兰北部拥有丰富的煤炭和水力资源，而高地的贫瘠农业意味着该地区的劳动力价格低廉。几代人在该地区小规模经营的采矿和制粉业开始发展和集约。 尽管北方织物厂的成功没有一个的明确原因，但工业纺织品制造的繁荣有时归因于潮湿的气候和软水（更易洗涤和加工纤维）。 在坎布里亚和克利夫兰，煤的易得性和大型铁矿床的勘探，为炼铁提供条件。随着贝塞麦工艺的发明，炼钢在该地区扎根。高质量的钢材反过来为供应海岸造船厂，尤其是在泰恩赛德和巴罗因弗内斯。 

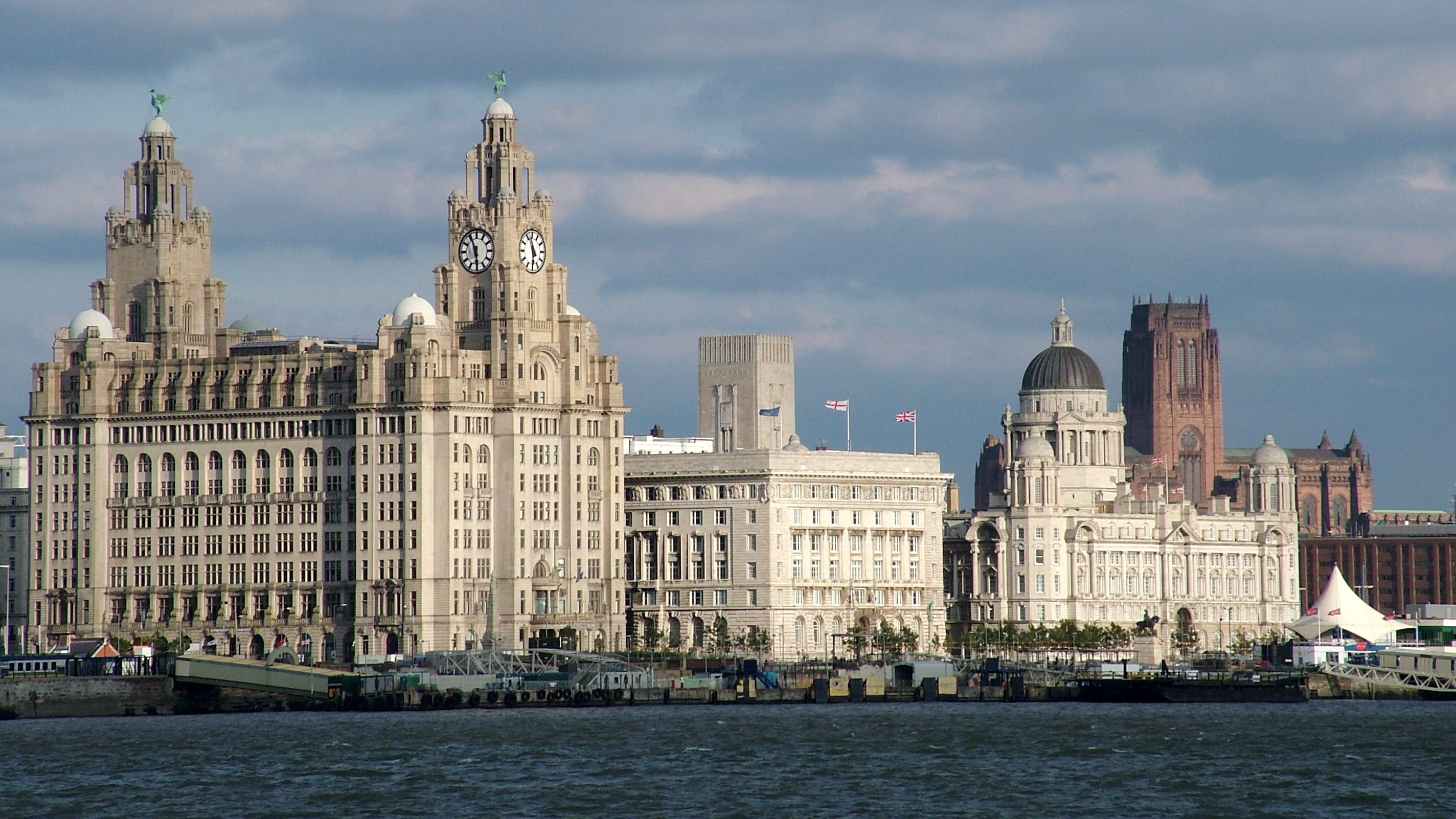
码头顶，现在是利物浦海运商业城，前世界遗产的一部分，静立海畔，迎接世界移民。

1840 年代，爱尔兰的大饥荒驱使移民横渡爱尔兰海，许多人定居在北部的工业城市，尤其是曼彻斯特和利物浦——在1851 年的人口普查中，曼彻斯特和索尔福德13% 的人口出生于爱尔兰，利物浦为 22%。 作为对移民的回应，英格兰北部爆发了一波反天主教骚乱，新教奥兰治兄弟会数量激增——主要在兰开夏郡，但也在北部其他地方。到 1881 年，兰开夏郡有 374 个橙色组织，东北部有 71 个，约克郡有 42 个。  远方移民来自德国、意大利、波兰、俄罗斯和斯堪的纳维亚等欧洲国家。一些移民是富裕的实业家，他们寻求在蓬勃发展的工业城市做生意，而有的人是为了逃脱贫困，一些是仆人或奴隶，一些是选择在港口城镇定居的水手，一些是逃离欧洲大陆大屠杀的犹太人，一些是在试图乘船前往美国或大英帝国殖民地，最初滞留在利物浦的移民 。   与此同时，来自北方贫困农村地区的数十万人移民离开，目的地主要是美国、加拿大、南非、澳大利亚和新西兰。   

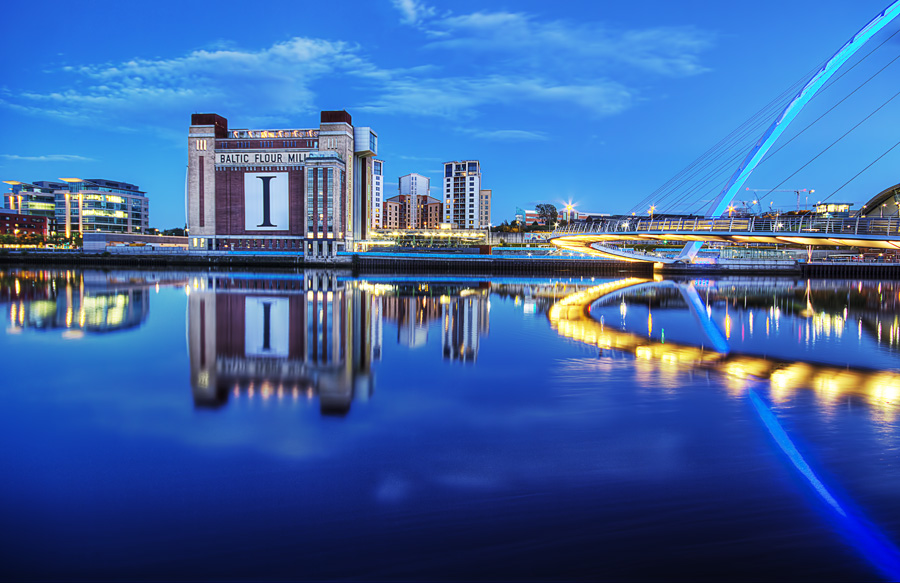
波罗的海当代艺术中心，前身是一座工业建筑，为盖茨黑德复兴的象征。

第一次世界大战是英格兰北部经济的转折点。在两次世界大战战歇期，北方经济开始被南方超越——在1913 年至 1914 年，“英国外围”（北方，加上苏格兰和威尔士）的失业率为 2.6%，而英格兰南部的失业率是该失业率的两倍多，为 5.5%，但在 1937 年大萧条期间，英国外围失业率为 16.1%，南方失业率不到 该数字一半，为7.1%。 疲软的经济和两次世界大战期间的失业在该地区引发了几次社会动荡，包括1926 年大罢工和贾罗游行。大萧条凸显了英格兰北部专业经济的弱点：随着世界贸易的下行，对船舶、钢铁、煤炭和纺织品的需求都下降了。 北方的工厂大部分还在使用 19 世纪的技术，跟不上电机、化工、电气等行业的进步，而电网的扩建则使北方在发电方面失去优势，意味着现在在中部或南部建立新工厂更有经济效益。 

## 其他词条
- 黑乡
- 康沃尔郡
- 东安格利亚
- 大伦敦
- 伦敦周边郡
- 中部地区
- 南英格兰
- 威尔士相接郡
- 西英格兰
- 西部乡村

### 引用
1. ↑  Compton, Garnett. . Office of National Statistics. 21 March 2013  [15 May 2017]. （原始内容存档于2021-03-08）.
2. ↑  IPPR North 2012，第20–22頁.
3. 1 2  Wales 2006，第13–14頁.
4. 1 2  Russell 2004，第15–16頁.
5. ↑  . Carlscam.com.   [22 December 2018]. （原始内容存档于2022-01-14）.
6. ↑  Danny Dorling. . University of Sheffield. 2007  [3 March 2017]. （原始内容存档于4 November 2016）.
7. 1 2 3  Kortmann, Bernd; Upton, Clive. . Walter de Gruyter. 2008: 122. ISBN 978-3-11-020839-9.
8. ↑  Maconie 2007，第31頁.
9. ↑  Moran, Joe. . Taylor and Francis. 2005: 107. ISBN 978-0-415-31709-2.
10. ↑  Maconie 2007，第35頁.
11. ↑  Corrigan, Phil. . 20 November 2015  [15 March 2017]. （原始内容存档于21 November 2015）.
12. ↑  Moore, Alex. . Sheffield Star. 29 July 2016  [3 March 2017]. （原始内容存档于8 September 2016）.
13. ↑  Simon Armitage. . Penguin. 2009. ISBN 978-0-14-192397-0.
14. ↑  Wales 2006，第12頁.
15. ↑  Russell 2004，第18–19頁.
16. ↑  Harrison, Ben. . New Statesman. 8 March 2016  [3 March 2017]. （原始内容存档于20 May 2016）.
17. ↑  Kirkup, James. . Daily Telegraph. 8 January 2015  [3 March 2017]. （原始内容存档于4 March 2017）.
18. ↑  . Derek Ratcliffe. 26 January 2012  [2 October 2018]. ISBN 9780521203296. （原始内容存档于2021-05-05）.
19. 1 2 3 4  Usai, Maria Raimonda. . 2005  [4 March 2017]. （原始内容存档于2021-02-25）.
20. ↑  . Natural England.   [5 March 2017]. （原始内容存档于5 June 2014）.
21. ↑  . Visit England. 14 October 2015  [5 March 2017]. （原始内容存档于21 October 2016）.
22. ↑  . Lake District National Park. 24 May 2005  [5 March 2017]. （原始内容存档于21 October 2016）.
23. ↑  Harrabin, Roger. . BBC News. 7 January 2018  [2 March 2018]. （原始内容存档于2021-03-09）.
24. ↑  . CityMetric. 27 May 2015  [5 March 2017]. （原始内容存档于22 July 2016）.
25. 1 2  Caunce, Stephen. . CityMetric. 7 July 2015  [5 March 2017]. （原始内容存档于20 May 2016）.
26. ↑  McCord, Norman. Edward Royle , 编. . Manchester University Press. 1998: 108–109. ISBN 978-0-7190-5028-2.
27. ↑  . The Northern Way.   [5 March 2017]. （原始内容存档于9 February 2007）.
28. ↑   (PDF). Office for National Statistics. 22 November 2013  [12 March 2017]. （原始内容 (PDF)存档于5 January 2016）.
29. ↑  Lyons, Arthur. . Routledge. 2014: 326. ISBN 978-1-317-66736-0.
30. 1 2  Deane, P. M. . Cambridge University Press. 1979: 93–95. ISBN 978-0-521-29609-0.
31. ↑  Pickering, Kevin T.; Owen, Lewis A. . Psychology Press. 1997: 167. ISBN 978-0-415-14098-0.
32. ↑  Stone, P; Millward, D; Young, B; Merritt, J W; Clarke, S M; McCormac, M; Lawrence, D J D. . British Geological Survey. 2010. （原始内容存档于18 March 2017）.
33. ↑  Lomas, Kenny. . Winsford Guardian. 2 November 2015  [17 March 2017]. （原始内容存档于2019-01-08）.
34. 1 2 3  . Met Office. 10 October 2016  [16 March 2017]. （原始内容存档于11 October 2016）.
35. ↑  . Met Office.   [31 May 2017]. （原始内容存档于2018-11-06）.
36. 1 2  . Met Office.   [16 March 2017]. （原始内容存档于16 March 2017）.
37. ↑  Upton, Clive; Widdowson, John David Allison. . Oxford University Press. 2006. ISBN 978-0-19-869274-4.
38. ↑  Wales 2006，第43–45, 55–59頁.
39. ↑  Wells, John C.  2. Cambridge University Press. 1982: 349–350. ISBN 978-0-521-28540-7.
40. 1 2  Hickey 2015，第1頁.
41. ↑  . The British Library.   [3 March 2017]. （原始内容存档于12 December 2016）.
42. ↑  Hickey 2015，第11–12頁.
43. ↑  Hickey 2015，第12–13頁.
44. ↑  Hickey 2015，第85–86頁.
45. ↑  Hickey 2015，第83–85頁.
46. ↑  Savill, Richard. . Daily Telegraph. 3 January 2010  [3 March 2017]. （原始内容存档于22 May 2016）.
47. ↑  Cockin 2012，第218頁.
48. 1 2  Wilson, Frances; Maughan, Philip. . New Statesman. 5 December 2013  [23 March 2017]. （原始内容存档于25 April 2017）.
49. ↑  Bragg, Melvyn. . 26 August 2016  [23 March 2017]. （原始内容存档于31 October 2016）.
50. ↑  Wallace, D. . Springer. 2004: 20. ISBN 978-0-230-50594-0.
51. ↑  Waterhouse, Keith. . Penguin. 2010 [1959]. ISBN 978-0-14-195803-3.
52. ↑  . The Northumbrian Language Society. 2013  [13 March 2017]. （原始内容存档于15 October 2016）.
53. ↑  Distin, Kate. . Cambridge University Press. 2010: 93. ISBN 978-0-521-18971-2.
54. ↑  Hickey 2015，第459–469頁.
55. ↑  . Office for National Statistics. 4 March 2013  [13 March 2017]. （原始内容存档于29 July 2014）.
56. ↑  Historic England. . PastScape.   [16 May 2017].
57. ↑  Pettit & White 2012，第489, 497頁.
58. ↑  . Durham University.   [5 March 2017]. （原始内容存档于17 October 2015）.
59. ↑  Pettit & White 2012，第480–481頁.
60. 1 2  . University of York. 19 December 2011  [5 March 2017]. （原始内容存档于6 March 2017）.
61. ↑  Eaton, Jonathan Mark. . Pen and Sword. ISBN 978-1-4738-5103-0.
62. ↑  . Current Archaeology. 6 August 2013  [5 March 2017]. （原始内容存档于6 March 2017）.
63. ↑  . BBC News.   [18 March 2015]. （原始内容存档于19 December 2007）.
64. ↑  Kitchen, Willy. . 2002: 116–118. ISBN 978-1-78570-538-0.
65. ↑  Harding 2004，第23–27頁.
66. ↑  Todd, Michael. . 15 April 2008: 163. ISBN 978-0-470-99885-4.
67. ↑  Tacitus, Annals 12:36 （页面存档备份，存于）
68. ↑  Shotter, David. . Routledge. 2012.
69. ↑   XII. Cambridge University Press. 1970: 706.
70. ↑  Wilkes, John. . Cambridge University Press. 2005: 253–254. ISBN 978-0-521-30199-2.
71. ↑  Perry, Philip. . 2009: 8. ISBN 978-1-4438-0470-7.
72. ↑  Charles-Edwards, T. M. . Oxford University Press. 2013: 10–11. ISBN 978-0-19-821731-2.
73. ↑  Kirby, D. P. . 1991: 60–61. ISBN 978-1-134-54813-2.
74. ↑  . Golden Age of Northumbria.   [23 February 2009]. （原始内容存档于27 August 2009）.
75. ↑  Machan, Tim William. . Cambridge University Press. 2016: 140. ISBN 978-1-107-05859-0.
76. ↑  Roesdahl, Else. . Penguin. 1998. ISBN 978-0-14-194153-0.
77. ↑  . Yorkshire Dialect Society.   [9 March 2017]. （原始内容存档于10 February 2017）.
78. ↑  Pulsiano, Phillip. . Taylor & Francis. 1993: 267. ISBN 978-0-8240-4787-0.
79. 1 2  Aitcheson, James. . History Today. 12 October 2016  [9 March 2017]. （原始内容存档于12 March 2017）.
80. 1 2  Roberts, Brian K. . Dawson. 1977. ISBN 978-0-7129-0701-9.
81. ↑  Jewell 1994，第86–88頁.
82. ↑  Donkin, R. A. . Geographical Review. 1969, 59 (3): 403–416. JSTOR 213484. doi:10.2307/213484.
83. ↑  . University of Sheffield.   [9 March 2017]. （原始内容存档于25 February 2012）.
84. ↑  Oksanen, Eljas. . Cambridge University Press. 13 September 2012: 183–184. ISBN 978-1-139-57650-5.
85. ↑  Barrow, G W S. . Edinburgh University Press. 2015. ISBN 978-1-4744-0183-8.
86. ↑  Brown, Jonathan. . The Independent. 14 January 2012  [9 March 2017]. （原始内容存档于21 February 2012）.
87. ↑  Pevsner, Nikolaus; Richmond, Ian A; Grundy, John; McCombie, Grace; Ryder, Peter; Welfare, Peter. . The Buildings of England. Yale: Yale University Press. 1992: 173 [1957]. author-name-list parameters只需其一 (帮助)
88. ↑  . England's Immigrants 1350–1550.   [9 March 2017]. （原始内容存档于8 September 2015）.
89. ↑  . Tudor Times. 2 December 2014  [3 March 2017]. （原始内容存档于15 October 2016）.
90. ↑  Pollen, John Hungerford. . Longmans. 1920.
91. ↑  Jewell 1994，第177–178頁.
92. 1 2  Cooper, Stephen. . History Today. 29 April 2015  [9 March 2017]. （原始内容存档于24 February 2017）.
93. ↑  . BCW. 24 November 2010  [10 March 2017]. （原始内容存档于6 April 2016）.
94. ↑  . BCW. 8 March 2013  [10 March 2017]. （原始内容存档于19 April 2016）.
95. ↑  Caunce, Stephen. . CityMetric. 9 July 2015  [9 March 2017]. （原始内容存档于6 September 2015）.
96. ↑  . Barrow Dock Museum.   [9 March 2017]. （原始内容存档于26 February 2017）.
97. ↑  Hunt, Tristram. . Hachette. 2010. ISBN 978-0-297-86594-0.
98. ↑  Evans, Eric J. . Routledge. 2006. ISBN 978-1-135-83561-3.
99. ↑  MacRaild, Donald M. . Liverpool University Press. 2005. ISBN 978-0-85323-939-0.
100. ↑  Schofield, Jonathan. . BBC. 3 October 2017  [10 March 2017]. （原始内容存档于25 September 2015）.
101. ↑  Kelly, Mike. . Newcastle Chronicle. 23 December 2014  [10 March 2017]. （原始内容存档于17 July 2016）.
102. 1 2  Herson, John. . Liverpool John Moores University.   [10 March 2017]. （原始内容 (DOC)存档于2017-03-12）.
103. ↑  Hopley, Clare. . British Heritage. 12 June 2016  [13 March 2017]. （原始内容存档于24 November 2015）.
104. ↑  Jupp, James. . Cambridge University Press. 2001: 300. ISBN 978-0-521-80789-0.
105. ↑  Newbury, Frank Davies.  (学位论文). 缺少或|title=为空 (帮助)
106. ↑  Wheeler, Mark. . W.E. Upjohn Institute for Employment Research. 1998: 31. ISBN 978-0-88099-192-6.
107. ↑  Martin, Ron; Townroe, Peter. . Routledge. 2013: 270. ISBN 978-1-136-03688-0.